# Пальма ніпа
Пальма ніпа (Nypa fruticans) — пальма, єдиний представник роду ніпа (Nypa) і порядку ніпові (Nypoideae). Монотипічний таксон.

## Назви
У Таїланді називається «чак» тай. จาก, «дуа муок» у В'єтнамі в'єт. dừa nước.

## Історія
Ніпа — монотипічний таксон родини пальмові (Arecaceae).
Згідно з дослідженнями молекулярної філогенетики у 2006 р. ніпа генетично близька до таких рослин як Calamus caesius, Mauritia flexuosa, Aegialitis annulata, Orontium aquaticum та Tofieldia glutinosa.

## Поширення та середовище існування
Одна з найпоширеніших пальм у мангрових лісах Південно-східної Азії. Єдиний представник пальм, що росте у мангрових лісах.

## Практичне використання
З соку ніпа пальми роблять алкоголь. За деякими даними, він продукує більше етанолу ніж цукрова тростина.